# メキシコの国章
メキシコの国章（メキシコのこくしょう）は、湖に突き出た岩に生えるサボテンに立つ鷲が蛇を咥えているもので、アステカの伝説に由来するデザインを持つ。1968年9月16日に制定された。
国章のデザインは1821年11月2日の制定以来何度か変更されている。現在のデザインはメキシコ出身の画家フランシスコ・ヘッペンス・ヘルゲラによるものだが、蛇を咥えた鷲はアステカ皇帝が好んで使った図柄でもあり、独立以前からほぼ一貫して国章に使われた意匠である。

## 構成
- サボテンに立つ蛇を咥えた鷲は、アステカの民が首都を決めるために、ウィツィロポチトリ神の神託により「サボテンの上に蛇を食らう鷲がいる土地」を探して200年の間彷徨った伝説に由来する。アステカの民はテクシココ湖で神託に適う土地を発見し、テノチティトラン（現在のメキシコシティ）を建設した。貨幣や国旗にはもちろんチナ・ポブラナと言われる独立記念日に着られる民族衣装のスカートにもデザインされることがある。
- 鷲の下には、力を表す樫の枝と勝利を表す月桂樹の枝を国旗の色のリボンで結んだリースが描かれている。

## 歴代の国章

1821年-1823年の国章
1823年-1864年の国章
1864年–1867年の国章
1867年–1893年の国章
1893年–1916年の国章
1916年–1934年の国章
1934年–1968年の国章